# Gigi Marvin
Gisèle Marie „Gigi“ Marvin (* 7. März 1987 in Warroad, Minnesota) ist eine ehemalige US-amerikanische Eishockeyspielerin, die zuletzt für das Team PWHL Boston in der Professional Women’s Hockey League auf der Position des Verteidigers spielte. Marvin war zwischen 2006 und 2018 Mitglied der Frauen-Eishockeynationalmannschaft der Vereinigten Staaten und ist mehrfache Weltmeisterin sowie Olympiasiegerin. Marvins Großvater Cal Marvin war ebenfalls als Eishockeyspieler aktiv sowie über viele Jahre als Trainer und Funktionär tätig, wofür er in die United States Hockey Hall of Fame aufgenommen wurde.

## Karriere
Marvin spielte während ihrer Highschool-Zeit zwischen 2001 und 2005 an der Warroad High School, an der ihre Familie bereits in dritter Generation im Eishockeyprogramm der Schule aktiv war. Ihr Großvater Cal Marvin war der Schule über Jahrzehnte verbunden und aufgrund seiner Verdienste in der Folge in die United States Hockey Hall of Fame aufgenommen worden. Nach ihrem Highschool-Abschluss zog es Gigi Marvin an die University of Minnesota, wo sie in den folgenden vier Jahren ihrem Studium nachging. Parallel dazu spielte sie für das Universitätsteam in der Western Collegiate Hockey Association, einer Division im Spielbetrieb der National Collegiate Athletic Association.

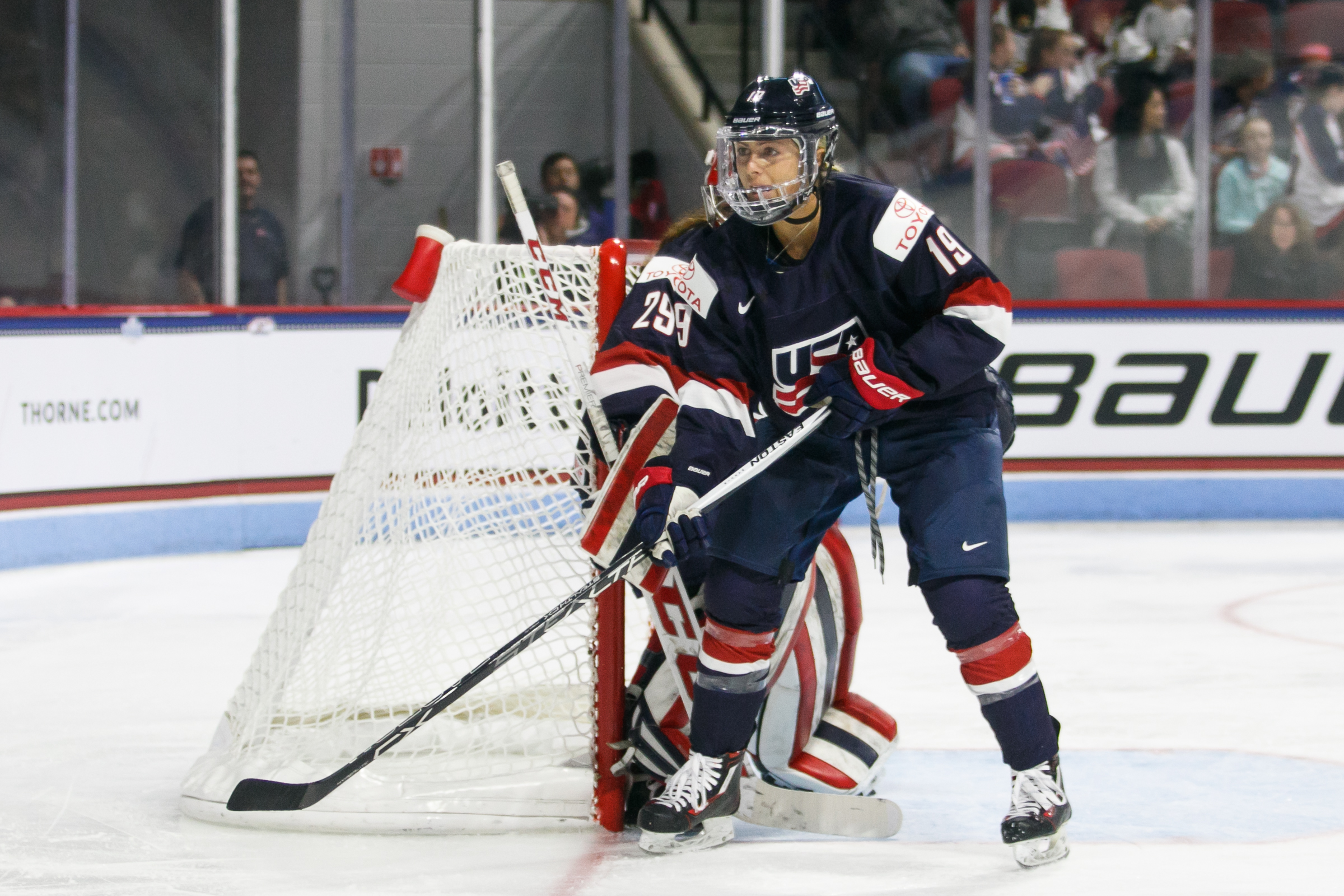
Marvin im Trikot des US-Nationalteams

Bereits in ihrem ersten Collegejahr schaffte die damalige Stürmerin den Sprung in den Kader der Frauen-Eishockeynationalmannschaft der Vereinigten Staaten und nahm mit dieser am 4 Nations Cup 2006 teil. Wenige Monate später folgte der Silbermedaillengewinn bei der Weltmeisterschaft 2007. Im folgenden Jahr blieb Marvin weiterhin erfolgreich und gewann bei der Weltmeisterschaft 2008 abermals Gold. Nach dem erfolgreichen Abschluss ihres Studiums im Frühjahr 2009 und der abermaligen Goldmedaille bei der Weltmeisterschaft 2009 wechselte die Offensivakteurin zur Saison 2009/10 in den US-amerikanischen Eishockeyverband USA Hockey, wo sie sich mit dem Auswahlkader gezielt auf die Olympischen Winterspiele 2010 in Vancouver vorbereitete. Dort fügte sie ihrer Medaillensammlung eine weitere Silbermedaille hinzu.
Zur Saison 2010/11 schloss sich Marvin den Minnesota Whitecaps aus der Western Women’s Hockey League an, mit denen sie die Meisterschaftstrophäe der Liga gewann. Darüber hinaus feierte sie bei den Welttitelkämpfen 2011 ihren dritten Weltmeistertitel. Im Anschluss an die Weltmeisterschaft wechselte die Angreiferin in die Canadian Women’s Hockey League zu den Boston Blades, für die sie die folgenden zwei Jahre auflief. In diesem Zeitraum gewann die US-Amerikaner im Jahr 2013 den Clarkson Cup mit den Blades sowie eine Silbermedaille bei der Weltmeisterschaft 2012 und eine Goldmedaille bei der Weltmeisterschaft 2013 – gleichbedeutend mit ihrer vierten WM-Titel. Im Sommer 2013 ließ sich Marvin erneut von USA Hockey in Vorbereitung auf die Olympischen Winterspiele 2014 in Sotschi rekrutieren und verbrachte dort die gesamte Spielzeit, in der sie sich zur Verteidigerin umschulen ließ. Sie schloss den Wettkampf mit dem erneuten Gewinn der olympischen Silbermedaille ab. Daraufhin legte Marvin sowohl auf nationaler als auch internationaler Ebene eine einjährige Pause ein.
Erst zur Saison 2015/16 kehrte die Abwehrspielerin in den Spielbetrieb zurück und lief fortan für die Boston Pride in der neu gegründeten National Women’s Hockey League auf. In der Nationalmannschaft spielte sie erstmals wieder beim 4 Nations Cup 2015. Mit den Boston Pride gewann Marvin am Saisonende den Isobel Cup und wurde zudem als beste Defensivspielerin der Liga ausgezeichnet. Im folgenden Spieljahr unterlag sie mit den Pride im Finale den Buffalo Beauts. Dennoch schloss sie die Saison mit dem Gewinn ihres fünften Weltmeistertitels erfolgreich ab. Im Sommer 2017 begann Marvin die Vorbereitung mit USA Hockey auf ihre dritten Olympischen Winterspiele in Pyeongchang, bei denen sie schließlich olympisches Gold gewann.
Im Sommer 2019 wurde die CWHL aufgelöst und infolgedessen die Professional Women’s Hockey Players Association gegründet. Für diese lief Marvin bis 2022 bei Promotionsspielen auf. Parallel dazu war sie als Expertin bei TV-Übertragungen der Minnesota Wild beschäftigt. Im Jahr 2023 wurde aus der PWHPA heraus die Professional Women’s Hockey League gegründet. Nach einem Jahr ohne Spielbetrieb erhielt Marvin im Dezember 2023 einen Vertrag beim Team PWHL Boston. Nach der Saison 2023/24 beendete sie ihre Karriere.

## Erfolge und Auszeichnungen
| - 2011 WWHL-Meisterschaft mit den Minnesota Whitecaps - 2013 Clarkson-Cup-Gewinn mit den Boston Blades - 2016 Teilnahme am NWHL All-Star Game | - 2016 Isobel-Cup-Gewinn mit den Boston Pride - 2016 NWHL Defensive Player of the Year - 2017 Teilnahme am NWHL All-Star Game |

### International
| - 2007 Silbermedaille bei der Weltmeisterschaft - 2008 Goldmedaille bei der Weltmeisterschaft - 2009 Goldmedaille bei der Weltmeisterschaft - 2010 Silbermedaille bei den Olympischen Winterspielen - 2011 Goldmedaille bei der Weltmeisterschaft - 2012 Silbermedaille bei der Weltmeisterschaft | - 2012 All-Star-Team der Weltmeisterschaft - 2013 Goldmedaille bei der Weltmeisterschaft - 2014 Silbermedaille bei den Olympischen Winterspielen - 2017 Goldmedaille bei der Weltmeisterschaft - 2018 Goldmedaille bei den Olympischen Winterspielen |

## Karrierestatistik

### International
Vertrat die USA bei:
| - Weltmeisterschaft 2007 - Weltmeisterschaft 2008 - Weltmeisterschaft 2009 - Olympischen Winterspielen 2010 - Weltmeisterschaft 2011 | - Weltmeisterschaft 2012 - Weltmeisterschaft 2013 - Olympischen Winterspielen 2014 - Weltmeisterschaft 2017 - Olympischen Winterspielen 2018 |

(Legende zur Spielerstatistik: Sp oder GP = absolvierte Spiele; T oder G = erzielte Tore; V oder A = erzielte Assists; Pkt oder Pts = erzielte Scorerpunkte; SM oder PIM = erhaltene Strafminuten; +/− = Plus/Minus-Bilanz; PP = erzielte Überzahltore; SH = erzielte Unterzahltore; GW = erzielte Siegtore; 1 Play-downs/Relegation; Kursiv: Statistik nicht vollständig)